# Španělská ragbyová reprezentace

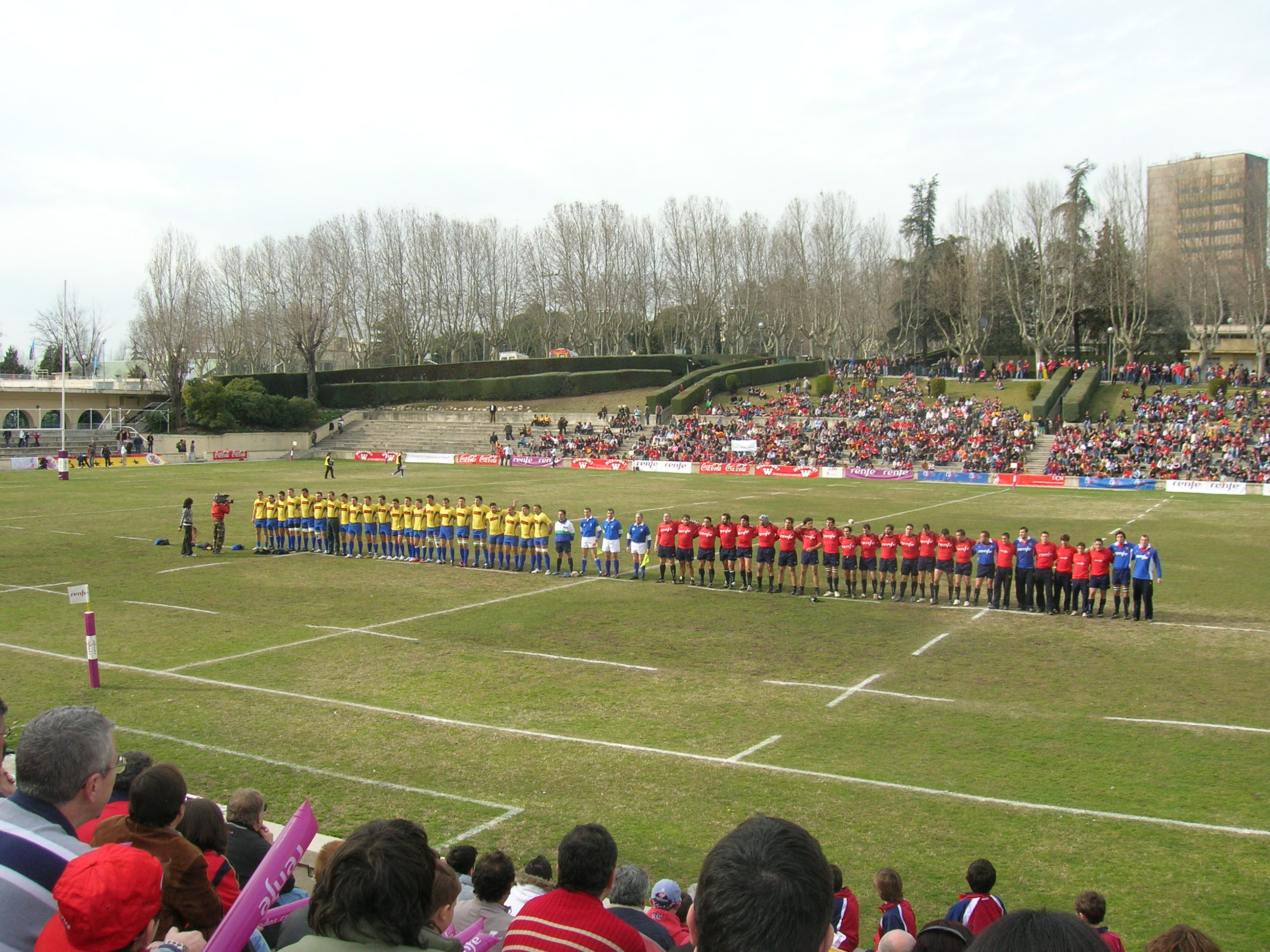
6. zápas národů B mezi Rumunskem a Španělskem

Španělská ragbyová reprezentace (španělsky: Selección de rugby de España), přezdívaná Los Leones (Lvi), reprezentuje Španělsko v mužských mezinárodních ragbyových soutěžích. Tým spravuje Španělská ragbyová federace. Tým se každoročně účastní Rugby Europe Championship, což je druhý nejlepší evropský šampionát v ragby mimo Pohár šesti národů. K 17. srpnu 2024 se ve světovém žebříčku nacházeli na 18. místě.
Barvy týmu jsou červená a tmavě modrá.

## Historie
První mezinárodní zápas odehrálo Španělsko proti Itálii v Barceloně 20. května 1929 a vyhrálo 9:0.
Největší výhra: Španělsko - Česká republika 90:8 (Madrid, Španělsko, 2. dubna 1995).
Největší porážka: Španělsko - Austrálie 10:92 (Madrid, Španělsko, 1. listopadu 2001).
Španělsko je účastníkem mistrovství světa v ragby 1999, které se konalo ve Walesu. Ve skupině A prohrálo všechny zápasy, a nepostoupilo do play-off (Španělsko - Uruguay 15:27, Jižní Afrika - Španělsko 47:3 a Skotsko - Španělsko 48:0).
Původně se kvalifikovali na MS 2019 a MS 2023, nicméně byli vyloučeni za neoprávněné starty svých reprezentantů.

## Mistrovství světa
| Rok  | Dějiště finálového zápasu | Umístění           |
| ---- | ------------------------- | ------------------ |
| 1987 | Nový Zéland               | nekvalifikovali se |
| 1991 | Anglie                    | nekvalifikovali se |
| 1995 | Jihoafrická republika     | nekvalifikovali se |
| 1999 | Wales                     | základní skupina   |
| 2003 | Austrálie                 | nekvalifikovali se |
| 2007 | Francie                   | nekvalifikovali se |
| 2011 | Nový Zéland               | nekvalifikovali se |
| 2015 | Anglie                    | nekvalifikovali se |
| 2019 | Japonsko                  | nekvalifikovali se |
| 2023 | Francie                   | nekvalifikovali se |